# Carol Miller
Pour les articles homonymes, voir Miller.
Carol Miller, née Carol Devine le 4 novembre 1950 à Columbus (Ohio), est une femme politique américaine. Membre du Parti républicain, elle est élue de Virginie-Occidentale à la Chambre des représentants des États-Unis depuis 2019.

## Biographie
Carol Miller est la fille de l'homme politique Samuel L. Devine (en), qui a représenté pendant 22 ans l'Ohio au Congrès des États-Unis. Sa principale activité professionnelle est l'élevage de bisons. Son mari Matt Miller est cependant l'héritier d'une famille possédant plusieurs concessions automobiles et biens immobiliers. La fortune du couple s'élève à plus de 11 millions de dollars.
En 2006, Miller est élue à la Chambre des délégués de Virginie-Occidentale (en) sous l'étiquette républicaine. Elle y représente une partie du comté de Cabell. Au sein de l'assemblée, elle devient l'adjointe du chef de la majorité républicaine de la cambre en 2015 puis le whip du groupe républicain.
Lors des élections de 2018, elle se présente à la Chambre des représentants des États-Unis dans le troisième district de Virginie-Occidentale. La circonscription est à la fois l'une des plus pauvres et des plus conservatrices du pays, ayant donné près de 50 points d'avance à Donald Trump deux ans plus tôt. Miller remporte la primaire républicaine avec 24 % des suffrages devant six autres candidats. Si les démocrates espèrent pouvoir reprendre ce siège grâce à la personnalité de leur candidat, le vétéran et sénateur Richard Ojeda, la républicaine est facilement élue en rassemblant 56 % des voix. Alors que ces élections sont marquées par un nombre record d'élues, certains commentateurs politiques parlant d'« année de la femme » (year of the woman), Miller est la seule nouvelle députée républicaine à entrer à la chambre basse du Congrès,. Elle est réélue en 2020.
À la suite de la redistribution du nombre de représentants par États conformément aux résultats du recensement américain de 2020, la Virginie-Occidentale perd un siège au Congrès. Le troisième district est alors supprimé et son territoire se retrouve essentiellement dans le premier district où Carol Miller est réélue en 2022 puis de nouveau en 2024.